# زياد عبد الله
زياد عبد الله (20 أغسطس 1975 -) هو مؤلف وكاتب سيناريو وناقد سينمائي سوري.

## حياته
ولد زياد عبد الله بتاريخ 20 أغسطس 1975 في مدينة اللاذقية، ودرس الأدب الإنجليزي في جامعة تشرين في نفس المدينة. بدأ منذ عام 2005 في نشر الشعر والمقالات والتراجم والتحرير، وانتقل في عام 2000 إلى دبي، الإمارات العربية المتحدة وأنشأ مجلة أكسجين، وهي مجلة ثقافية إلكترونية تصدر باللغة العربية.
خلال عمله كناقد سينمائي بين عامي 2005 و2012، كتب آراءً نقدية للعديد من الأفلام من المهرجانات السينمائية في العالم العربي، وكتب كذلك خلال نفس الفترة للعديد من الصحف والمجلات المرموقة مثل الأخبار والحياة والبيان والعربي الجديد ومجلة الفيصل وشارك كعضو لجنة تحكيم في مهرجان الخليج للأفلام لعام 2007. أسس مجلة أوكسجين الثقافية في عام 2005.
في عام 2011، انضم زياد إلى مهرجان دبي السينمائي الدولي كمبرمج ومدير تطوير وعمل على مشروع أفضل مئة فيلم عربي. ويعمل منذ عام 2016 كمحرر في مؤسسة الشارقة للفنون.
وينشر زياد كذلك مقالات عديدة في صحف مرموقة أيضاً مثل العربي الجديد والأخبار والحياة والإمارات اليوم

## أعماله

### الأفلام
شارك زياد عبد الله في كتابة السيناريو للنسخة العربية من مسلسل الأطفال التلفزيوني «افتح يا سمسم» وكتب سيناريو الفيلم القصير «بيب» (2011) والذي اختير من ضمن قائمة الأفلام الحاصلة على جوائز في مهرجان وهران السينمائي الدولي.

### الشعر
•	قبل الحبر بقليل (2000)
•	ملائكة الطرق السريعة (2005)

### الروايات والقصص القصيرة
•	بر دبي (2008)
•	ديناميت (2012)
•	الوقائع العجيبة لصاحب الاسم المنقوص (مجموعة قصص قصيرة 2016)
•	كلاب المناطق المحررة (2017)
- لا تقرأ هذا الكتاب إن لم ترَ من السماء إلّا زرقتها- دار النشر : محترف أوكسجين للنشر، 2023.[3]

### التراجم
•	محترقاً في الماء غارقاً في اللهب للشاعر تشارلز بوكوفسكي (2016)
•	طرق الرؤية للشاعر جون برجر (2017)

### التحرير
•	اللون أرجواني للكاتبة أليس ووكر (2018)
•	امتلاك سر البهجة للكاتبة أليس ووكر (2018)
•	شاركني هذا الفالس للكاتبة ز يلدا فيتزجيرالد (2018)
•	ليالي الوحي للكاتب باول أوستر (2018)

### الآراء النقدية
•	سينما الشغف (قائمة أفضل 100 فيلم عربي في مهرجان دبي السينمائي 2016)
•	الإسلام والضحك (2018)